# Tier 2-операторы

Архитектура сетей разного уровня в Интернет

Tier-2-операторы, провайдеры Tier-2 — это интернет-провайдеры, которые имеют и пиринговые соединения, и аплинки, у которых покупает транзит трафика в остальную часть Интернета (аплинками для Tier-2 являются провайдеры Tier-1).
Большинство провайдеров Tier-2 являются международными провайдерами с собственными магистральными сетями масштаба страны или континента. В классической иерархической топологии Интернета операторы Tier-2 являются аплинками для провайдеров Tier-3.
Иерархическая структура Tier-1, Tier-2, Tier-3, …  постепенно размывается, операторы стремятся устанавливать прямые линки и топология Интернета приближается к плоской (англ. Flat Internet).

## Список операторов Tier 2

### Крупные компании в России
Ростелеком - обладает крупнейшей магистральной сетью связи в стране общей протяжённостью около 500 тысяч км
Компания ТТК входит в число крупнейших магистральных операторов связи и в пятерку компаний, предоставляющих услуги ШПД на территории РФ.. Компания является одним из основных поставщиков магистральных услуг связи для операторов и крупнейших корпораций России, а также одним из лидеров среди провайдеров услуг широкополосного доступа в Интернет, телевидения и телефонии для конечных пользователей в регионах. Абонентская база ТТК составляет 1,8 млн абонентов.
ТТК эксплуатирует и обслуживает волоконно-оптическую линию связи протяженностью более 78 000 км и пропускной способностью более 4,2 Тбит/с. Трансконтинентальная магистраль TTK Eurasia Highway имеет соединения с сетями связи практически всех соседних стран, включая Китай, Японию, Монголию, КНДР, Финляндию, страны Балтии и СНГ и является оптимальным маршрутом между Европой и Азией.
| Name                                         | AS Number  | Рейтинг AS | Покупают транзит у оператора |
| -------------------------------------------- | ---------- | ---------- | --- |
| Ростелеком                                   | 12389      | 16         | Telia |
| ТТК                                          | 20485      | 19         | Telia |
| Vimpelcom                                    | 3216       | 24         | Telia |
| Мегафон                                      | 31133      | 25         | Telia |
| РАСКОМ                                       | 20764      | 28         | Telia |
| МТС                                          | 8359       | 39         | Telia |
| Hurricane Electric                           | 6939       | 8092       | IPv4: Telia/AS1299. IPv6: Does not provide IPv6 routing/connectivity to Cogent/AS174.                                                                                            |
| Telkom Indonesia International               | 7713       | 98         | Level3/AS3356, Cogent/AS174, Telia Carrier/AS1299, NTT America/AS2914, Telecom Italia Sparkle/AS6762, Tata Communications/AS6453.                                                |
| Korea Telecom                                | 4766       | 47         | Покупает транзит у оператора Cogent/AS174, Telia Carrier/AS1299, Tata Communications/AS6453, Hurricane Electric/AS6939, Global Telecom & Technology (GTT)/AS4436, Sprint/AS1239. |
| Fibrenoire                                   | 22652      | 408        | Level3/AS3356, Tata Communications/AS6453, GTT/AS3257. |
| SK broadband                                 | 9318       | 89         | Tata Communications/AS6453, Verizon/AS701, Telia Carrier/AS1299, NTT America/AS2914, China Telecom/AS4134&AS4809.                                                                |
| TDC                                          | 3292       | 290        | Sprint/AS1239, NTT America/AS2914. |
| Internet Initiative Japan                    | 2497       | 95         | NTT America/AS2914, Verizon/AS701. |
| Vodafone (formerly Cable and Wireless)       | 1273       | 11         | Telia Carrier/AS1299. |
| KDDI                                         | 2516       | 87         | Level3/AS3356, Tata Communications/AS6453, Verizon/AS701, Global Telecom & Technology (GTT)/AS3257, CenturyLink/AS209.                                                           |
| PT Mora Telematika Indonesia                 | 23947      | 163        | NTT America/AS2914, GTT/AS3257, Tata Communications/AS6453. |
| China Telecom                                | 4134/4809  | 76/52      | Verizon/AS701. |
| China Unicom                                 | 4837/10099 | 160/496    | Verizon/AS701, Cogent/AS174 and Level 3/AS3356. |
| British Telecom                              | 5400       | 139        | Telia Carrier/AS1299 and NTT America/AS2914, Global Telecom & Technology (GTT)/AS4436.                                                                                           |
| Comcast                                      | 7922       | 30         | Tata Communications/AS6453, NTT America/AS2914. |
| Tele2 (formerly SWIPNet)                     | 1257       | 176        | Sprint/AS1239, Cogent/AS174. |
| KCOM Group                                   | 12390      | 5260       | KPN/AS286, Level 3/AS3356, Cogent/AS174, NTT America/AS2914. |
| Spirit Communications                        | 2711       | 424        | Level3/AS3356, Cogent/AS174, Telia Carrier/AS1299, NTT America/AS2914, GTT/AS3257, Hurricane Electric/AS6939.                                                                    |
| Stealth Communications                       | 8002       | 2807       | Tata Communications/AS6453, Cogent/AS174, NTT America/AS2914. |
| Internap                                     | 14744      | 983        | Cogent/AS174, NTT America/AS2914, XO Communications/AS2828, AboveNet/AS6461, CenturyLink/AS209, AT&T/AS7018.                                                                     |
| FiberRing                                    | 38930      | 831        | NTT America/AS2914, Telia Carrier/AS1299, Tata Communications/AS6453, Cogent/AS174.                                                                                              |
| Easynet                                      | 4589       | 6807       | NTT America/AS2914, GTT/AS3257. |
| Core-Backbone GmbH                           | 33891      | 44         | Level3/AS3356, GTT/AS3257, Telia Carrier/AS1299 . |
| Fiber Telecom                                | 41327      | 334        | Level3/AS3356, GTT/AS3257, Telecom Italia Sparkle/AS6762, Telia Carrier/AS1299, NTT America/AS2914, Zayo/AS6461, Cogent/AS174, Tata Communications/AS6453.                       |
| SG.GS                                        | 24482      | 127        | NTT America/AS2914, Cogent/AS174 and Tata Communications/AS6453. |
| Turk Telekom International(d/b/a Euroweb.ro) | 6663       | 116        | Telia Carrier/AS1299, GTT/AS3257 and NTT America/AS2914. |